# 菲爾山 (勒蓬廷山)
46°19′21″N 8°04′14″E / 46.32263°N 8.07052°E

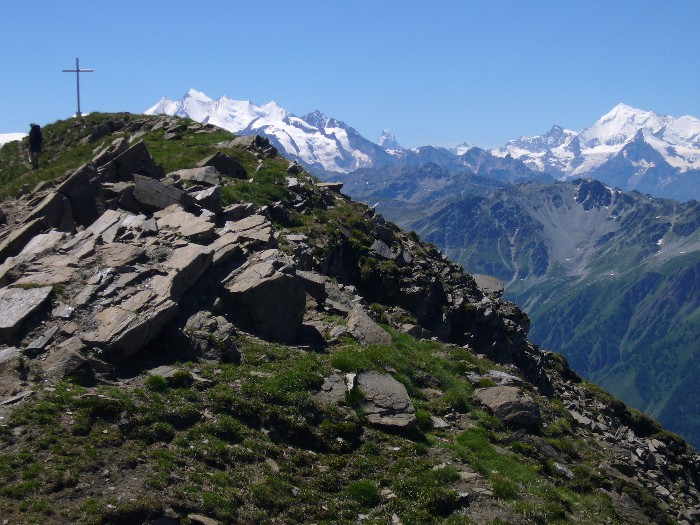

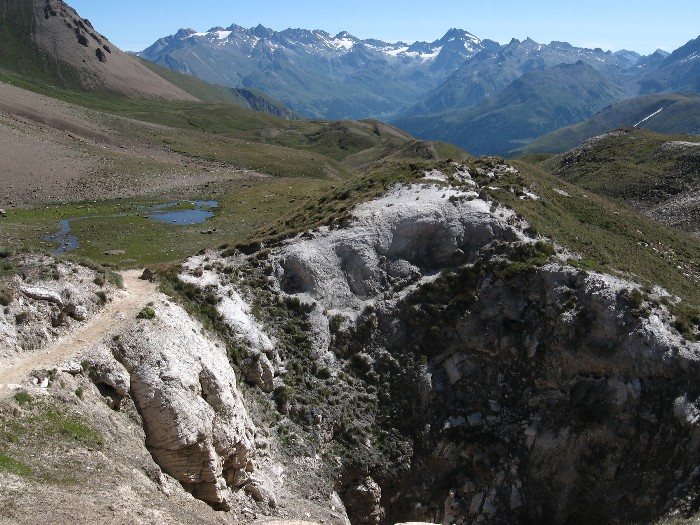

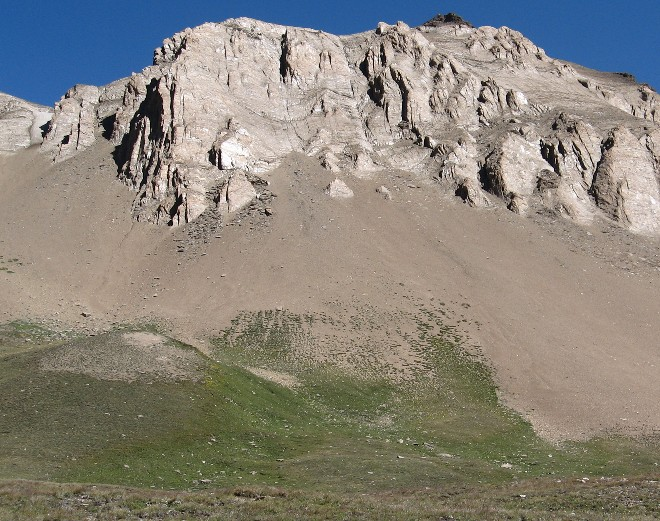

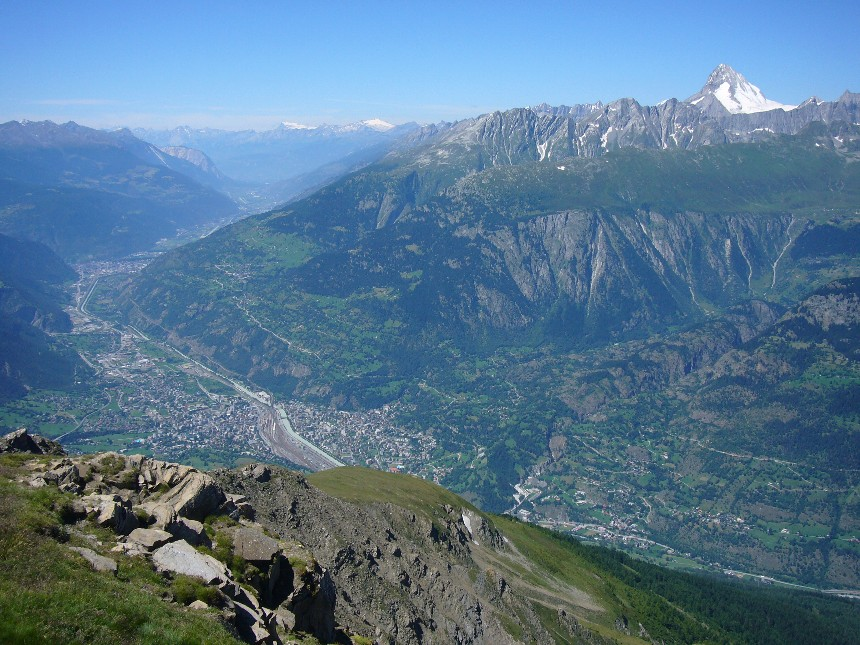

菲爾山（Fülhorn），是瑞士的山峰，位於該國西南部，由瓦萊州負責管轄，屬於勒蓬廷山的一部分，距離伯爾尼80公里，海拔高度2,736米，每年平均降雨量2,221毫米。